# Peter Stiedl
Peter Stiedl (* 3. Juni 1945 in Wien) war von 1995 bis 2007 als Polizeipräsident Leiter der Bundespolizeidirektion Wien.
Stiedl trat 1972 nach Abschluss seines Jusstudiums in den Dienst der Polizeidirektion. Dort war er 1980–1984 als Referent der Wirtschaftspolizei tätig, 1985–1993 in dieser Vertreter des Vorstands und Hauptreferent. 1990 wurde er Leiter der Wirtschaftspolizei, 1993 Leiter der Präsidialabteilung der BPD Wien. 1995 wurde er zum Polizeipräsidenten von Wien bestellt. Dieses Amt bedeutet in Wien Personalunion mit dem Sicherheitsdirektor des Bundeslandes Wien. Am 24. Januar 2005 empfing er von Landeshauptmann Michael Häupl das Große Silberne Ehrenzeichen für Verdienste um das Land Wien.
In Stiedls Amtszeit trat Österreich 1995 der EU und dem Schengen-Abkommen bei, womit ab Dezember 1997 die Grenzkontrollen an den Grenzen zu Deutschland und Italien wegfielen, ab Dezember 2007 auch an den Grenzen zu Tschechien, der Slowakei und Ungarn. Um das Jahr 2000 tauchte in diesem Zusammenhang der Begriff „Kriminaltourismus“ auf: Reisende, die sich als Touristen tarnen, während sie kriminellen Vorhaben nachgehen, wurden zum ständigen Problem auch der Wiener Polizei.
Vom Jahr 2000 an hatte sich Peter Stiedl auf eine neue politische Situation einzustellen: Das Innenministerium, seit 1970 eine Domäne der SPÖ, wird seither von ÖVP-Ressortchefs geführt. Innenminister Ernst Strasser nahm die ab 2002 wirksame Wiener Polizeireform in Angriff, in der Stiedl keine wesentliche Rolle spielen konnte. Wesentliche Präsidialagenden wurden seiner der ÖVP nahestehenden Vizepräsidentin übertragen.
Die Amtsmissbrauchaffären in der Wiener Polizei 2006, eine der schwersten Führungskrisen im Bereich der Wiener Polizei seit ihrem Bestehen, wurden vom funktional geschwächten Stiedl defensiv behandelt; er konnte der Öffentlichkeit nicht das Gefühl des „Durchgreifens und Saubermachens“ vermitteln und machte den Eindruck, die letztlich doch unausweichliche Suspendierung des Polizeijuristen Ernst Geiger und des Landespolizeikommandanten von Wien, Roland Horngacher, aus Vorsicht hinauszuzögern.
Im November 2007 gab Stiedl bekannt, dass er sich mit Ende des Jahres 2007 früher als geplant in den Ruhestand versetzen lassen wolle. Sein Pensionierungsansuchen begründete er damit, dass mit Jahresbeginn 2008 mehrere Führungspositionen der Bundespolizeidirektion Wien neu besetzt werden müssten und seine Pensionierung mehrere Monate später womöglich zu einem neuen „Ausschreibungszirkus“ geführt hätte.
Im Dezember 2007 wurde bekannt gegeben, dass Gerhard Pürstl, bisher Leiter des Büros für Rechtsfragen und
Datenschutz bei der BPD Wien, Stiedls Nachfolge mit 1. Jänner 2008 antritt.